# Ácido beta-aminobutírico

Estrutura do ácido beta-aminobutírico.

O ácido beta-aminobutírico é um aminoácido derivado do ácido butírico, com utilização como indutor de resistência em plantas contra o ataque de patógenos.